# Eddy Van de Cauter
Eddy Van de Cauter (Zele, 18 november, 1966) is een Belgische judoka.

## Carrière
Van de Cauter behaalde 33 medailles op het Belgisch Kampioenschap Judo. Zijn laatste medaille dateert van 2006. In hetzelfde jaar werd Eddy Europees kampioen bij de Judo Masters (veteranen) in Praag, Tsjechië. In de jeugd haalde hij zowel individuele medailles als medailles met zijn clubs (Judoclub Zele, Judoclub Hooglede, Judoclub Ippon Buggenhout...). Hij won ook enkele medailles op militaire Europese en andere internationale kampioenschappen. 
In 1986, wanneer Eddy 20 jaar is, haalt hij zowel de Belgische titel bij de junioren als bij de senioren. Hij werd 2 keer geselecteerd voor de Olympische Spelen maar kwam daar nooit in actie. Door een conflict met de Belgische Judobond en het niet behalen van een medaille nam hij nooit deel.

## Na zijn carrière
Van de Cauter werkt bij de sportdienst op de Koninklijke Militaire School. Hij was ook begeleider van enkele jonge talenten na zijn carrière.